# SwissAward
Der SwissAward war ein Preis, der herausragende Schweizer Persönlichkeiten auszeichnete. Der Preis wurde jeweils im Januar im Rahmen einer Galaveranstaltung vergeben, die von den Schweizer Fernsehanstalten SRF, RTS und RSI ausgestrahlt wurde.

## Vergabemodus
Preisträger sollten Personen sein, die im vergangenen Jahr durch Mut, Innovation, Kreativität oder Eigenwilligkeit positiv aufgefallen sind. Organisiert wurde die Veranstaltung durch die SRG SSR sowie die Lotterie Swisslos mit Unterstützung verschiedener Medien aus dem Verlagshaus Ringier. Für die Jahre 2002–2015 wurden jeweils sechs herausragende Persönlichkeiten aus Politik, Wirtschaft, Kultur, Showbusiness, Sport und Gesellschaft mit einem SwissAward ausgezeichnet. Aus den 18 Nominierten wählte das Fernsehpublikum jeweils den Schweizer des Jahres. Bereits im Dezember des Vorjahres wurden jeweils im Rahmen der Credit Suisse Sports Awards die Schweizer Sportler des Jahres gewählt.
Zwischen den Preisverleihungen wurden die Hauptgewinner der Losaktion Millionenlos gezogen. Moderatorin der Gala war von 2003 bis 2012 Sandra Studer (2009 zusammen mit Rainer Maria Salzgeber), ab 2013 führte Susanne Wille durch die Preisverleihung. Ab der Austragung im Januar 2015 wurde der SwissAward dreisprachig moderiert. Durch die Sendung führten Sven Epiney, Mélanie Freymond und Christa Rigozzi.
Im November 2015 gab das Schweizer Radio und Fernsehen SRF bekannt, dass ab 2017 aus Spargründen auf die Sendung verzichtet wird.

## Preisträger

### 2015
| Kategorie       | Gewinner                                                                          | weitere Nominierte                                                                                           |
| --------------- | --------------------------------------------------------------------------------- | --- |
| Politik         | Christine Bär-Zehnder, Gemeindepräsidentin von Riggisberg und Flüchtlingshelferin | Martine Brunschwig Graf, Heidi Tagliavini                                                                    |
| Wirtschaft      | Bruno Giussani, Europa-Direktor von TED                                           | Hans Hess, Urs Kessler                                                                                       |
| Kultur          | Xavier Koller, Filmregisseur (Schellen-Ursli)                                     | Joël Dicker, Nora Gomringer                                                                                  |
| Show            | Nick Beyeler, Akrobat                                                             | Sophie Hunger, Lo & Leduc                                                                                    |
| Sport           |                                                                                   | nicht vergeben, jedoch drei Nominationen zum «Schweizer des Jahres» (Stan Wawrinka, Daniela Ryf, Marcel Hug) |
| Gesellschaft    | Katrin Hagen, Chirurgin in Nepal                                                  | Lino Guzzella, Brigitte Heller                                                                               |
| Publikumspreis1 | Polo Hofer, Mundartrocker                                                         | Bastian Baker, Beatrice Egli                                                                                 |
| Lifetime-Award  | Bruno Ganz, Schauspieler                                                          | |

1 Preisverleihung in einer Livesendung am 5. Dezember 2015.

### 2014
| Kategorie      | Gewinner                                                                               | weitere Nominierte                                                                                                |
| -------------- | -------------------------------------------------------------------------------------- | --- |
| Politik        | Didier Burkhalter, Bundespräsident und OSZE-Vorsitzender                               | Ruth Dreifuss, Heidi Tagliavini                                                                                   |
| Wirtschaft     | Albert Baumann, Unternehmensleiter Micarna SA                                          | Jean-Claude Biver, Oscar J. Schwenk                                                                               |
| Kultur         | Sabine Boss, Filmregisseurin (Dr Goalie bin ig)                                        | Alex Capus, Patricia Kopatchinskaja                                                                               |
| Show           | Bastian Baker, Singer-Songwriter                                                       | Beatrice Egli, Daniele Finzi Pasca                                                                                |
| Sport          |                                                                                        | nicht vergeben, jedoch drei Nominationen zum «Schweizer des Jahres» (Roger Federer1, Dominique Gisin, Marcel Hug) |
| Gesellschaft   | Sabine Hediger, Gesundheitsfachfrau, Nothelferin bei der Bekämpfung der Ebola-Epidemie | Jean-Marie Etter, Antonio Lanzavecchia                                                                            |
| Lifetime-Award | Udo Jürgens, Musiker2                                                                  | |

1 Nomination als Schweizer Sportler des Jahres 2014. Auf eigenen Wunsch trat Federer nicht zur Wahl des Schweizers des Jahres an, da er diesen Titel bereits 2003 erhielt.

2 Postume Ehrung, von Manager Freddy Burger entgegengenommen. Die Nominierung erfolgte bereits im Oktober 2014.

### 2013
| Kategorie      | Gewinner                                                                     | weitere Nominierte |
| -------------- | ---------------------------------------------------------------------------- | --- |
| Politik        | Thomas Minder, Unternehmer und Ständerat, Initiant der «Abzocker-Initiative» | Johanna Bartholdi, Susanne Hochuli                                                                                       |
| Wirtschaft     | Beni Stöckli jun., CEO Stöckli Swiss Sports AG                               | Dominique Biedermann, Thomas Binggeli                                                                                    |
| Kultur         | Markus Imhoof, Filmregisseur (More than Honey)                               | Christa de Carouge, Joël Dicker                                                                                          |
| Show           | Stephan Eicher, Chansonnier                                                  | Bastian Baker, Cabaret Divertimento                                                                                      |
| Sport          |                                                                              | nicht vergeben, jedoch drei Nominationen zum «Schweizer des Jahres» (Stanislas Wawrinka, Giulia Steingruber, Ueli Steck) |
| Gesellschaft   | Hans Rudolf Herren, Insektenforscher, Träger des Right Livelihood Awards     | Patrick Aebischer, Tanja Grandits                                                                                        |
| Lifetime-Award | Dimitri, Clown                                                               | |

### 2012
| Kategorie      | Gewinner                                                                   | weitere Nominierte |
| -------------- | -------------------------------------------------------------------------- | --- |
| Politik        | Jakob Kellenberger, ehemaliger IKRK-Präsident                              | Paolo Bernasconi, Christine Egerszegi-Obrist                                                                            |
| Wirtschaft     | Daniel und Markus Freitag, Gründer der FREITAG lab.ag                      | Roberto Agosta, Albert M. Baehny                                                                                        |
| Kultur         | Cecilia Bartoli, Opernsängerin                                             | Philippe Jordan, Ursula Meier                                                                                           |
| Show           | 77 Bombay Street, Folk- und Indie-Rock-Band                                | Bastian Baker, Gerry Hofstetter                                                                                         |
| Sport          |                                                                            | nicht vergeben, jedoch drei Nominationen zum «Schweizer des Jahres» (Dario Cologna, Nicola Spirig, Edith Wolf-Hunkeler) |
| Gesellschaft   | Bineta Diop, Frauenrechtlerin und Gründerin von «Femmes Africa Solidarité» | Carlo Centonze, Rolf-Dieter Heuer                                                                                       |
| Lifetime-Award | Adolf Ogi, alt Bundesrat                                                   | |

### 2011
| Kategorie      | Gewinner                                                                          | weitere Nominierte                                                                                              |
| -------------- | --------------------------------------------------------------------------------- | --- |
| Politik        | Karin Keller-Sutter, Polizei- und Justizdirektorin und Bundesrätin                | Joseph Deiss, Heidi Tagliavini                                                                                  |
| Wirtschaft     | Carl Elsener junior, Präsident und Delegierter des Verwaltungsrats von Victorinox | Harry Hohmeister, Peter Spuhler                                                                                 |
| Kultur         | Mummenschanz, Maskentheaterensemble                                               | Jean-Stéphane Bron, Bice Curiger                                                                                |
| Show           | Freddy Nock, Hochseilartist und Weltrekordbrecher                                 | Bligg, Stress                                                                                                   |
| Sport          |                                                                                   | nicht vergeben, jedoch drei Nominationen zum «Schweizer des Jahres» (Didier Cuche, Sarah Meier, Pierluigi Tami) |
| Gesellschaft   | André Borschberg/Bertrand Piccard, Gründer von Solar Impulse                      | Antonio Ereditato, Nils Jent                                                                                    |
| Lifetime-Award | Liselotte Pulver, Schauspielerin                                                  | |

### 2010
| Kategorie      | Gewinner                                                     | weitere Nominierte                                                                                                 |
| -------------- | ------------------------------------------------------------ | --- |
| Politik        | Pascale Bruderer, Nationalrätin                              | Adolf Ogi/Moritz Leuenberger, Cornelio Sommaruga                                                                   |
| Wirtschaft     | Felix Richterich, Verwaltungsratspräsident von Ricola        | Hans-Ulrich Müller, Peter Spuhler                                                                                  |
| Kultur         | Martin Suter, Schriftsteller                                 | Egon Ammann, Melinda Nadj Abonji                                                                                   |
| Show           | Sophie Hunger, Sängerin und Songwriterin                     | Bligg, Freddy Nock                                                                                                 |
| Sport          |                                                              | nicht vergeben, jedoch drei Nominationen zum «Schweizer des Jahres» (Simon Ammann, Ariella Kaeslin, Kilian Wenger) |
| Gesellschaft   | Marianne Kaufmann/Rolf Maibach, medizinische Helfer in Haiti | Patrick Aebischer, Fabiola Gianotti                                                                                |
| Lifetime-Award | Emil Steinberger, Kabarettist                                | |

### 2009
| Kategorie      | Gewinner                                                  | weitere Nominierte                                                                                              |
| -------------- | --------------------------------------------------------- | --- |
| Politik        | Otto Ineichen, Nationalrat und Unternehmer                | Pierre Kohler, Johann Schneider-Ammann                                                                          |
| Wirtschaft     | Barbara Artmann, Geschäftsführerin der Künzli Swiss Schuh | Jean-Claude Biver, Christoph Franz                                                                              |
| Kultur         | Dimitri, Clown                                            | Pipilotti Rist, Peter Zumthor                                                                                   |
| Show           | Tina Turner, Popsängerin mit Schweizer Wohnsitz           | Michelle Hunziker, Stefanie Heinzmann                                                                           |
| Sport          |                                                           | nicht vergeben, jedoch drei Nominationen zum «Schweizer des Jahres» (Didier Cuche, Ariella Kaeslin, Dany Ryser) |
| Gesellschaft   | René Prêtre, Herzchirurg und Kinderarzt                   | Mirjam Christ-Crain, Bertrand Piccard                                                                           |
| Lifetime-Award | Ferdy Kübler, ehemaliger Radrennfahrer                    | |

### 2008
| Kategorie      | Gewinner                                                     | weitere Nominierte                                                                                                   |
| -------------- | ------------------------------------------------------------ | --- |
| Politik        | Eveline Widmer-Schlumpf, Bundesrätin                         | Thomas Minder, Rudolf Strahm                                                                                         |
| Wirtschaft     | Jean-Pierre Roth, Präsident der Schweizerischen Nationalbank | Michael Näf, Pierin Vincenz                                                                                          |
| Kultur         | Herzog & de Meuron, Architekten                              | Jacques Chessex, Albert Kriemler                                                                                     |
| Show           | Zep, Comiczeichner (Titeuf)                                  | Stress, Ursus & Nadeschkin                                                                                           |
| Sport          |                                                              | nicht vergeben, jedoch drei Nominationen zum «Schweizer des Jahres» (Fabian Cancellara, Heinz Frei, Ariella Kaeslin) |
| Gesellschaft   | Giovanni Lombardi, Tunnelbauingenieur                        | Evelyne Binsack, Felicitas Pauss                                                                                     |
| Lifetime-Award | Hans Erni, Kunstmaler und Bildhauer                          | |

### 2007
| Kategorie    | Gewinner | weitere Nominierte |
| ------------ | --- | --- |
| Politik      | Carla Del Ponte, ehemalige Chefanklägerin am Internationalen Strafgerichtshof für das ehemalige Jugoslawien in Den Haag | Isabelle Chassot, Christine Egerszegi-Obrist                                                                                |
| Wirtschaft   | Daniel Borel, ehemaliger Verwaltungsratspräsident von Logitech                                                          | Ernesto Bertarelli, Jasmin Staiblin                                                                                         |
| Kultur       | Ernst Beyeler, Kunstsammler                                                                                             | John M. Armleder, Samuel Keller                                                                                             |
| Show         | Marc Forster, Filmregisseur (Drachenläufer)                                                                             | Philippe Becquelin, Simon Enzler                                                                                            |
| Sport        | | nicht vergeben, jedoch drei Nominationen zum «Schweizer des Jahres» (Jörg Abderhalden, Edith Hunkeler, Simone Niggli-Luder) |
| Gesellschaft | Karin Mölling, Virologin und AIDS-Forscherin                                                                            | Barbara E. Ludwig, Maurizio Molinari                                                                                        |

### 2006
| Kategorie      | Gewinner                                                                   | weitere Nominierte                                                  |
| -------------- | -------------------------------------------------------------------------- | ------------------------------------------------------------------- |
| Politik        | Dick Marty, Nationalrat und Europaratsabgeordneter                         | Doris Leuthard, Rolf Bloch                                          |
| Wirtschaft     | Heliane Canepa, CEO Nobel Biocare                                          | Robin Cornelius, Gabrielle Manser                                   |
| Kultur         | Stephanie Glaser, Schauspielerin (Die Herbstzeitlosen)                     | Charles Lewinsky, Claude Nobs                                       |
| Show           | Daniele Finzi Pasca, Choreograph an den Olympischen Winterspielen in Turin | Lauriane Gilliéron, Melanie Winiger                                 |
| Sport          |                                                                            | nicht vergeben, da Roger Federer nicht mehr nominiert werden konnte |
| Gesellschaft   | Giorgio Noseda, Arzt, Präsident der Krebsforschung Schweiz                 | Hans Küng                                                           |
| Lifetime-Award | Nicolas Hayek, CEO Swatch Group                                            |                                                                     |

### 2005
| Kategorie    | Gewinner                                                                | weitere Nominierte                    |
| ------------ | ----------------------------------------------------------------------- | ------------------------------------- |
| Politik      | Carla Speziali, Stadtpräsidentin von Locarno                            | Doris Leuthard, Peter Spuhler         |
| Wirtschaft   | Peter Sauber, langjähriger Formel-1-Rennstallbesitzer (Sauber-Petronas) | Heliane Canepa, Philippe Gaydoul      |
| Kultur       | Maurice Müller, Kunstmäzen, Stifter des Zentrums Paul Klee              | Zep, Marc Forster                     |
| Show         | Massimo Rocchi, Kabarettist                                             | Fiona Hefti, Thierry Meury            |
| Sport        | Thomas Lüthi, Motorrad-Weltmeister                                      | Stéphane Lambiel, Simone Niggli-Luder |
| Gesellschaft | Franco Cavalli, Arzt, Krebsspezialist                                   | Marisa Jaconi, Elias Tresch           |

### 2004
- Politik: Jean Ziegler, Soziologe, UNO-Sonderberichterstatter für das Recht auf Nahrung
- Wirtschaft: Beatrice Weder di Mauro, Ökonomin, Mitglied im deutschen Sachverständigenrat
- Kultur: Bruno Ganz, Filmschauspieler (Der Untergang)
- Show: Mia Aegerter, Popsängerin und Schauspielerin
- Sport: Marcel Fischer, Olympiasieger im Fechten
- Gesellschaft: Ruedi Lüthy, Arzt, Aidstherapiespezialist

### 2003
- Politik: Micheline Calmy-Rey, Bundesrätin
- Wirtschaft: Hansueli Loosli, CEO Coop-Gruppe
- Kultur: Mario Botta, Architekt
- Show: DJ Bobo, Popmusiker
- Sport: Roger Federer, Tennisspieler
- Gesellschaft: Jakob Kellenberger, IKRK-Präsident

### 2002
- Politik: Ruth Dreifuss, ehemalige Bundesrätin
- Wirtschaft: Josef Ackermann, CEO Deutsche Bank
- Kultur: Herzog & de Meuron, Architekten
- Show: Viktor Giacobbo, Kabarettist
- Sport: Simon Ammann, Doppelolympiasieger im Skispringen
- Gesellschaft: Kurt Wüthrich, Chemienobelpreisträger